# Jan Tomasz Drohojowski
Jan Tomasz Drohojowski z Drohojowa herbu Korczak (ur. 1535, zm. 12 listopada 1605 w Przemyślu) – referendarz wielki koronny świecki w latach 1589–1605, starosta przemyski w latach 1578–1605, sekretarz królewski w 1582 roku, polski ambasador i poseł w Stambule w 1578 roku, prowizor ewangelicki w 1599 roku, przedstawiciel dyplomatyczny Rzeczypospolitej w Imperium Osmańskim w 1578 roku, poseł od Stefana Batorego do sułtana Amurata.

## Życiorys
Właściciel zamku i dóbr w Rybotyczach.
Syn Krzysztofa Drohojowskiego, i Elżbiety Fredro. Miał pięć sióstr; Annę, Jadwigę, Katarzynę, Zofię, Reginę i dwóch braci; Kiliana Drohojowskiego i Jana Krzysztofa Drohojowskiego – sekretarza królewskiego.
Studiował w kraju i za granicą.
Jako starosta przemyski zaprzyjaźnił się z Mikołajem Herburtem (zm. 1593) kasztelanem przemyskim i razem upominał się z nim u króla o urzędy. I poślubił jego córkę Jadwigę Herburt. Miał z nią syna Mikołaja Marcina Drohojowskiego – ożenionego z Zofią Baranowską. Jan Tomasz był właścicielem dóbr Jamna Dolna i Górna, Trójca, Wojtkowa, Jurkowa, na których to dobrach ubezpieczony był posag jego żony.
W 1578 roku starosta przemyski Jan Tomasz Drohojowski ufundował obecną kaplicę Najświętszego Sakramentu w katedrze w Przemyślu. Poseł na sejm 1582 roku z ziemi przemyskiej. Poseł na sejm koronacyjny 1587/1588 roku z województwa ruskiego. Poseł na sejm pacyfikacyjny 1589 roku z ziemi przemyskiej. W 1589 roku był sygnatariuszem ratyfikacji traktatu bytomsko-będzińskiego na sejmie pacyfikacyjnym. Poseł na sejm 1590/1591 roku z ziemi przemyskiej
20 października 1600 roku Jan Tomasz Drohojowski dowodził własnym pułkiem w bitwie pod Bukową nad Telezyną, gdzie dwudziestotysięczna armia polsko-litewska pod wodzą Jana Zamojskiego i Stanisława Żółkiewskiego pokonała wojska Michała Walecznego.
W lipcu 1603 roku usiłował Marcin Stadnicki objąć w posiadanie wsie referendarza Drohojowskiego Jamnę, Bachów, Berezkę i Łowczynę, z powodu wierzytelności 27.000 złp., a w październiku z powodu pretensji o 11.000 złp., Stanisław Stadnicki (kasztelan przemyski) chciał objąć Trzcianiec i m. Grosiowa, Jamna i Łomna, lecz w obu tych przypadkach Jan Tomasz sprzeciwił się intromisji. Z drugiej strony Drohojowski próbował zająć wsie należące do chorążego Ziemi Sanockiej Stanisława Tarnawskiego, w ramach egzekucji 70 tys. złotych długu jaki chorąży był mu winien. Pomimo wyroków sądów korzystnych dla Drohojowskiego nie udała się ich egzekucja, gdyż Tarnawski darował swoje dobra Stanisławowi Stadnickiemu, a ten stał się jego protektorem. W spór dwukrotnie interweniował król Zygmunt III Waza, jednakże bez rezultatu.
Jan Tomasz Drohojowski został ranny podczas napadu Stanisława Diabła Stadnickiego na zamek w 1605 roku i zmarł od ran na zamku w Przemyślu 12 listopada 1605 roku. W tym roku, po śmierci Jana Tomasza Drohojowskiego, zamek w Rybotyczach najechał Jan Krasicki, a po nim Marcin Stadnicki oblegał zamkniętą żonę Drohojowskiego Jadwigę, a w 1606 roku „Diabeł” Stadnicki chciał zawłaszczyć Jamnę, Łomnę, Grosiową i Trzcianiec. Z braku żywności poddano zamek, a najeźdźca przywłaszczył całe jego wyposażenie. W zamku Jana Tomasza Drohojowskiego potem przebywał Stanisław Stadnicki, zwany Diabłem Łańcuckim, po swojej ucieczce ze zdobytego przez Łukasza Opalińskiego Łańcuta (1609). W 1617 roku syn Jana Tomasza, Mikołaj Marcin Drohojowski większą część swych dziedzicznych majętności, tj. miasteczko Rybotycze z przyległościami i zamkiem, wsie: Borysławka, Posada Rybotycka, Brzoska, Jamna, Trójca, Łomna, Grosiowa, Trzcinica, Krywe, Wojtkowa, Sienkowa, Jurkowa z wójtostwem, połowę Łodzinki i część w Sopotniach sprzedał Mikołajowi Wolskiemu – marszałkowi koronnemu.